# Annegialia ataeniformis
Annegialia ataeniformis är en skalbaggsart som beskrevs av Henry Fuller Howden 1971. Annegialia ataeniformis ingår i släktet Annegialia och familjen Aphodiidae. Inga underarter finns listade i Catalogue of Life.